# یشیل‌تاش (یوکسک‌اوا)
یشیل‌تاش (به ترکی استانبولی: Yeşiltaş) (به کردی: شتازین) یک منطقهٔ مسکونی در ترکیه است که در یوکسک‌اوا واقع شده‌است. یشیل‌تاش ۱٬۹۵۰ متر بالاتر از سطح دریا واقع شده‌است.